# 中支那方面軍戦闘序列
中支那方面軍戦闘序列（なかしなほうめんぐんせんとうじょれつ）は、中支那方面軍が編制されたとき(1937年12月1日)の戦闘序列。
大陸命第七号 昭和十二年十二月一日 1937年12月1日

## 編成
| 編成                                 |
| ------------------------------------ |
| 中支那方面軍司令官 陸軍大将 松井石根 |
| 中支那方面軍司令部                   |
| 上海派遣軍                           |
| 第十軍                               |